# Vinigi Lorenzo Grottanelli
Vinigi Lorenzo Grottanelli (Avigliana, 13 agosto 1912 – Roma, 31 maggio 1993) è stato un etnologo italiano.

## Biografia
Nacque da Franco Winigisio, appartenente ad una nobile famiglia toscana, e Germana Abelli.  Grottanelli, figlio unico, trascorse l'infanzia e la giovinezza a Torino, dove si laureò in Scienze Economiche nel 1933 e in Giurisprudenza due anni dopo. Nel 1936 si trasferì a Roma, dove intraprese la sua carriera accademica come assistente alla cattedra di Politica economica e finanziaria, iniziando nello stesso tempo a interessarsi all'economia dei popoli primitivi. 
I suoi primi saggi di interesse etnologico risalgono al periodo tra il 1936 e il 1939. Nel 1936 partecipò alla missione di studio sul lago Tana in Etiopia, organizzata dal Centro studi per l'Africa orientale italiana della Reale Accademia d'Italia. Nel 1939 fu per tre mesi di nuovo in Etiopia, dirigendo un'altra missione etnografica, da cui trasse il materiale per dare vita a quella che viene universalmente riconosciuta come la prima monografia nella storia dell'etnologia italiana, Missione etnografica nel Uollega occidentale. I Mao, pubblicata a Roma nel 1940. Nel 1942 divenne libero docente di etnologia nell'Università di Roma. 
Dopo aver partecipato alla seconda Guerra mondiale, lavorò come sovrintendente presso il Museo nazionale preistorico etnografico Luigi Pigorini di Roma mentre proseguiva la sua carriera accademica. Collaborò insieme a Carlo Conti Rossini alla fondazione della rivista "Rassegna di studi etiopici". A partire dal 1945, Grottanelli divenne elemento integrante del gruppo di studiosi che sotto la guida di Raffaele Pettazzoni dettero vita all'Istituto per le Civiltà Primitive e alla Scuola di Perfezionamento in Scienze Etnologiche. Fu docente di religioni e istituzioni indigene dell'Africa, presso l'Istituto universitario orientale di Napoli per l'anno accademico 1946-47; l'anno successivo divenne professore di Etnologia e di Storia comparata delle religioni nell'Università Urbaniana del Vaticano, incarico che tenne fino al 1984.
Nel 1954, fu avviata la Missione etnologica italiana in Ghana (MEIG), che rappresentò il suo progetto più ambizioso e di cui egli fu direttore fino al 1975, dedicandosi allo studio degli Nzema, popolazione akan del Ghana.
Tra i suoi incarichi vi fu la partecipazione dal 1946 al 1968 al consiglio esecutivo dell'International African Institute di Londra; fu redattore delle sezioni di etnologia, antropologia e preistoria del Dizionario enciclopedico italiano pubblicato dall'Istituto dell'Enciclopedia italiana dal 1955 al 1961; fu vicepresidente dell'International Union of the Anthropological and Ethnological Society in modo quasi ininterrotto dal 1964 al 1983; fu visiting professor presso la University of Pittsburgh nel 1964; fu anche honorary fellow del Royal Anthropological Institute di Londra.
Nel 1969 vinse il concorso per la cattedra di Etnologia presso l'Università di Roma. Nella sua attività d'insegnamento universitario s'impegnò nel promuovere un'etnologia ancorata alla ricerca sul campo.
Una volta conclusa l'attività di docente universitario,  riprese i primi studi legati al suo interesse per l'arte primitiva e per gli oggetti etnologici, di cui rimane testimonianza il suo contributo su Le civiltà antiche e primitive, nella Storia universale dell'arte.
Fu un fervente Monarchico, legatissimo al Re Umberto II. 
Morì a Roma il 31 maggio 1993. Era padre dello storico delle religioni Cristiano Grottanelli.

## Opere principali
- Grottanelli, Vinigi L., The python killer : stories of nzema life, Chicago ; London, University of Chicago press, 1988, ISBN 0226310051.
- Grottanelli, Vinigi L, Australia, Oceania, Africa nera, in Le civiltà antiche e primitive, Torino, UTET, 1987.
- Grottanelli, Vinigi L., Dinamica culturale e dialettica etnologica, Roma, Urbaniana university press, 1984, ISBN 978-88-401-2020-1.
- Grottanelli, Vinigi L., Le Americhe, in Le civiltà antiche e primitive, Torino, UTET, 1983, ISBN 88-02-03880-5.
- Grottanelli, Vinigi L., Dinamica culturale e dialettica etnologica, Roma, Pontificia universita Urbaniana, 1987, ISBN 978-88-401-2020-1.
- Grottanelli, Vinigi L., Principi di etnologia, Genova, Tilgher, [1966].
- Grottanelli, Vinigi L., Una societa guineana: gli nzema, 2 v., Torino, Boringhieri, 1977-.
- Grottanelli, Vinigi L., Gerarchie etniche e conflitto culturale : saggi di etnologia nordest-africana, Milano, F. Angeli, 1976.
- Grottanelli, Vinigi L., La ricerca etnologica sul terreno, Roma, Pontificia Università Urbaniana, 1976.
- Grottanelli, Vinigi L., Ethnologica : l'uomo e la civiltà, 3 v., Milano, Labor, 1965-.
- Grottanelli, Vinigi L., Leben, tod und Jenseits in den Glaubensvorstellungen der Nzima, Vendome, Presses universitaires de France, 1965.
- Grottanelli, Vinigi L., L'etnologia e le leggi della condotta umana, Roma, Ateneo, 1964.
- Grottanelli, Vinigi L., Asonu worship among the Nzema: a study in Akan art and religion, Oxford, University press, 1961.
- Grottanelli, Vinigi L., Principi di etnologia : morfologia dei fatti economici e delle istituzioni sociali, Roma, Edizioni dell'Ateneo, 1961.